# Nils Holgerssons underbara resa (1962)
Nils Holgerssons underbara resa är en svensk film från 1962 i regi av Kenne Fant. Den är baserad på Selma Lagerlöfs roman Nils Holgerssons underbara resa genom Sverige.

## Om filmen
Filmen hade världspremiär den 12 september 1962 på Sergel-Teatern vid Hötorget i Stockholm. Den har visats vid ett flertal tillfällen i SVT.

## Rollista
- Sven Lundberg – Nils Holgersson
- Max von Sydow – Nils far
- Annika Tretow – Nils mor
- Jarl Kulle – Mårten Gåskarl, röst
- Naima Wifstrand – Mor Akka, röst
- Georg Funkquist – örnen Gorgo, röst
- Holger Löwenadler – statyn Karl XI, röst
- Olof Sandborg – korpen Bataki, röst
- Toivo Pawlo – Smirre Räv, röst
- Åke Fridell – bandhunden, röst
- Yvonne Lombard – vildgåsen Dunfin, röst
- Erik Hell – jägaren
- John Norrman – vaktmästaren på Skansen
- Elsa Ebbesen-Thornblad – ena ugglan, röst
- Hanny Schedin – andra ugglan, röst
- Manne Grünberger – tomten, röst
- Gösta Ekman – studenten i Uppsala
- John Elfström – gubben Rosenbom, röst
- Birger Åsander – fiskaren
- Christina Schollin – kontorsflickan
- kung Gustaf VI Adolf – som sig själv
- Birger Lensander – en arbetare
- Anita Wall – flicka i fönstret
- Birgitta Alm – flicka i fönstret
- Carl Andersson – ena bonden
- Axel Düberg – marinofficer (bortklippt)
- Stig Grybe – flottist (bortklippt)

## DVD
Filmen gavs ut på DVD 2014 i boxen Svenska Romanklassiker tillsammans med filmerna Hemsöborna och Körkarlen.